# Comté de Boyd (Kentucky)
Pour les articles homonymes, voir Comté de Boyd.
Le comté de Boyd est un comté de l'État du Kentucky, aux États-Unis.
Son siège est Catlettsburg et sa plus grande ville est Ashland. Selon le recensement de 2020, sa population était de 48 261 habitants. 